# Norbert Hofmann (Sportschütze)
Norbert Hofmann (* 3. Juni 1963 in Worms) ist ein deutscher Sportschütze im Wurfscheibenschießen in der Disziplin Skeet.

## Leben und Karriere
Hofmann war Teilnehmer der Olympischen Spiele 1984 in Los Angeles und nahm am Skeet-Wettkampf teil, er belegte den sechsten Platz. Zwei Jahre zuvor wurde er bei den Weltmeisterschaften in Caracas Dritter. 1981 bei den Europameisterschaften in Moskau erhielt er die Bronzemedaille bei den Skeet-Junioren und wurde 1984 in Saragossa Europameister.
Bei Deutschen Meisterschaften wurde Norbert Hofmann im Zeitraum 1980–2016 insgesamt vierzehnmal Deutscher Meister, viermal Vize-Meister und bekam viermal Bronze.